# TYR Pro Swim Series
TYR Pro Swim Series — это ежегодная серия соревнований по плаванию, проходящая в США и привлекающая ведущих пловцов со всего мира.

## История
Серия была создана как часть внутреннего календаря USA Swimming и стала одной из самых престижных площадок для подготовки к национальным и международным стартам. В 2018 году компания TYR Sport стала титульным спонсором серии, после чего соревнования получили современное название - TYR Pro Swim Series.
Традиционно серия соревнований TYR Pro Swim Series состоит из серии 3,5-дневных соревнований, каждое из которых привлекает от 400 до 600 лучших пловцов мира, включая членов национальной сборной США по плаванию, членов юниорской национальной сборной и 50 лучших пловцов мира.

## Учредитель и организаторы
Учредителем и главным организатором серии выступает USA Swimming — национальная федерация плавания США. С 2018 года титульным спонсором и партнером серии является компания TYR Sport, Inc., один из мировых лидеров по производству экипировки для плавания и триатлона.

## Главные события
В соревнованиях регулярно принимают участие олимпийские чемпионы, чемпионы мира, мировые рекордсмены.
Серия состоит из нескольких этапов, проходящих в разных городах США (например, Остин, Атланта, Меса, Индианаполис, Гринсборо, Калифорния, Огайо).
TYR Pro Swim Series служит одной из главных площадок для отбора и подготовки к Олимпийским играм и чемпионатам мира.
В 2020 году Кэти Ледеки установила рекорд по количеству побед среди женщин в рамках серии.

## Программа соревнований
Программа TYR Pro Swim Series включает в себя практически все олимпийские дистанции в бассейне 50 м для мужчин и женщин. Пример расписания этапа (2025 год, Форт-Лодердейл):
- 100 м, 200 м, 400 м, 800 м 1500 м вольный стиль (женщины и мужчины)
- 50 м, 100 м, 200 м на спине, брассом, баттерфляем
- 50 м, 100 м, 200 м комплексное плавание

Все дистанции проходят в формате предварительных заплывов и финалов.
В расписании также предусмотрены "swim-off" (переплывы для определения финалистов) .